# Kołbielszczyzna

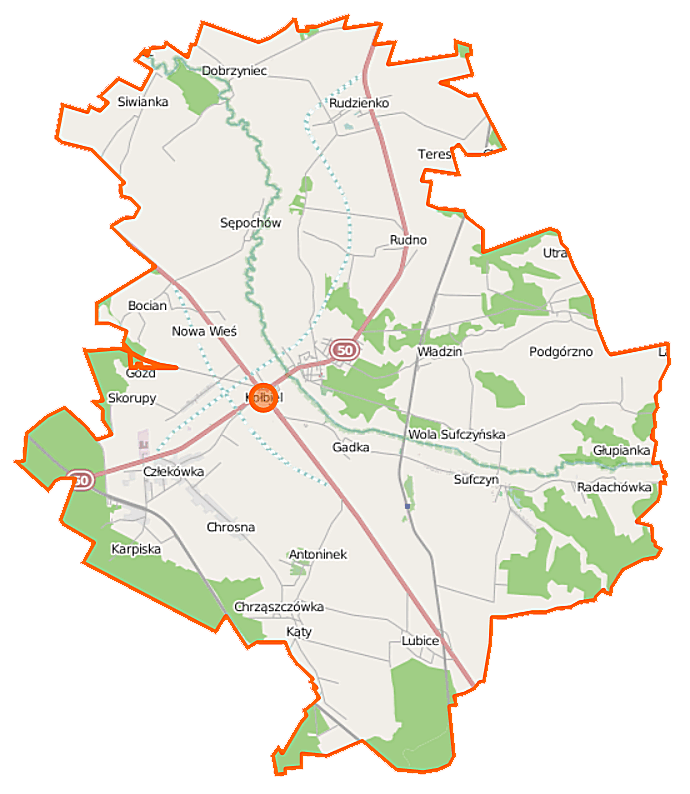
Gmina Kołbiel

Polesie (Kołbielszczyzna, Polesie Mazowieckie, Mazowsze Leśne) – region kulturowy w Polsce między Otwockiem, Mińskiem Mazowieckim i Garwolinem sąsiadujący z Urzeczem i Powiślem Maciejowickim. Posiada swój własny, charakterystyczny folklor, którego najważniejszymi elementami są kilimy tkane na krosnach, wycinanki i strój.

## Historia regionu
Obszar ten znany jest pod trzema nazwami „Mazowsze Leśne” (nazwa używana m.in. przez Oskara Kolberga), Polesie (nazwa najpopularniejsza, gwarowa, używana we wspomnianym regionie i na sąsiadującym z nim Urzeczu, funkcjonowała już w roku 1634), oraz Kołbielszczyzna (region kołbielski) ta ostatnia nazwa została utworzona po II wojnie światowej, najprawdopodobniej sztucznie, gdyż poza najbliższymi okolicami Kołbieli nie funkcjonuje wśród mieszkańców. Od XVI wieku zalesienie zmalało o 60%.
Mieszkańców regionu nazywa się „Polesokami” a mieszkanki „Polesunkami”.

## Folklor
Region wyróżnia się charakterystyczną wycinanką. Pojawiła się ona w latach 60. XIX wieku.